# Rainbow Star
Rainbow Star, med text och musik av Fredrik Kempe, Bobby Ljunggren och Regina Lund, är en poplåt som var det bidrag som Regina Lund framförde i den svenska Melodifestivalen 2007. Bidraget deltog vid deltävlingen i Göteborg den 10 februari 2007, men slutade på åttonde och sista plats och slogs därmed ut. Rainbow Star släpptes på singel den 14 februari 2007, och placerade sig som högst på 38:e plats på den svenska singellistan.

## Låtlista
1. Rainbow Star (Radio Version)
2. Rainbow Star (Oscar Holter Remix)
3. Rainbow Star (Karaoke Version)

### Listplaceringar
| Lista (2007) | Topplacering |
| ------------ | ------------ |
| Sverige      | 38           |